# Yüksek Sadakat
A Yüksek Sadakat egy török együttes, akik Törökországot képviselték a 2011-es Eurovíziós Dalfesztiválon Düsseldorfban. Az együttes tagjai Kenan Vural, Serkan Özgen, Kutlu Özmakinacı, Uğur Onatkut és Alpay Şalt. Az együttes neve az angol High Fidelity vagyis hi-fi szó török fordítása. Az együttes első nagylemeze 2006-ban jelent meg "Yüksek Sadakat" címmel. 1997-ben Filinta néven alakultak meg.
1997-ben Kutlu Özmakinacı, az együttes szövegírója és basszusgitárosa alapította a zenekart. Az első albumukra 2006-ig kellett várni, amiből a kislemezre másolt “Belki Üstümüzden Bir Kuş Geçer” (Talán egy madár száll fölöttünk) című dal hozta meg az együttes első sikerét. Az együttes második albuma sokáig volt a helyi média zenei listáinak élén. A nagy érdeklődés miatt 2009-ben felléptek Németországban, Hollandiában, Belgiumban és Svájcban, összesen hét koncertet adtak. A török könnyűzene legelismertebb sztárja, Sezen Aksu írt egy dalt az együttesnek “Kadınım” (Az én nőm) címmel, amivel elérte az együttes pályafutásának eddigi csúcsát.
A TRT köztelevízió 2011. január 1-jén jelentette be, hogy az együttes képviseli Törökországot a 2011-es Eurovíziós Dalfesztiválon. 2011. február 25-én mutatták be a dalukat, a Live It Upot. 2011. május 10-én, az első elődöntőben a tizenharmadik helyen végeztek, így – Törökország történelmében először és eddig utoljára – nem sikerült bejutniuk a verseny huszonöt fős döntőjébe.

## Diszkográfia
- 2006: Yüksek Sadakat
- 2008: Katil & Maktûl
- 2011: Renk Körü
- 2013: Seninle
- 2014: IV